# المحفد (صعدة)
المحفد هي إحدى قرى الجمهورية اليمنية. وهي تتبع جغرافيًا لمحافظة صعدة. وإداريًا لمديرية منبة. يبلغ تعداد سكانها 2078 نسمة حسب الإحصاء الذي جرى عام 2004.